# Busbanzá Siglo XX
Busbanzá Siglo XX: Esta es la Cronología de la Historia de la población de Busbanzá, Boyacá, Colombia, desde el año 1900 hasta el año 2000.

## Historia
| Historia de Busbanzá Siglo XX ( Años 1900 a 2000 ) LA REPÚBLICA desde el año 1820 hasta nuestros días |
| --- |
| |

      LA REPÚBLICA desde el año 1820 hasta nuestros días.